# Mesobuthus gibbosus
Mesobuthus gibbosus är en skorpionart i familjen Buthidae som lever i de östra medelhavsländerna. Den är gul-brun till färgen.  Ett stick är inte farligt. Det kan dock vara smärtsamt och leda till en lokal reaktion. Experiment med möss har påvisat att ryggradsdjur med en liten kroppsvikt inte får permanenta skador. I världen har familjen Buthidae fått ett dåligt rykte, men skorpioner från Europa har inte farligt gift. Vissa kan leda till en anafylaktisk reaktion som kan vara dödligt. Även om giftet kan vara allergiframkallande är Mesobuthus gibbosus inte signifikant farlig.